# 32628 Lazorik
32628 Lazorik è un asteroide della fascia principale. Scoperto nel 2001, presenta un'orbita caratterizzata da un semiasse maggiore pari a 2,2989304 UA e da un'eccentricità di 0,0575043, inclinata di 5,45957° rispetto all'eclittica.